# 유자위 (도후)
유자위(劉自爲, ? ~ ?)는 전한 중기의 제후로, 승상 유사의 손자이다.

## 행적
원삭 2년(기원전 127년), 아버지 유신의 뒤를 이어 도후(桃侯)에 봉해졌다.
원정 5년(기원전 112년), 주금을 법령에 맞지 않게 바친 죄로 작위가 박탈되었다.

## 출전
- 사마천, 《사기》 권18 고조공신후자연표
- 반고, 《한서》 권16 고혜고후문공신표

| 선대 아버지 도여후 유신 | 전한의 도후 기원전 127년 ~ 기원전 112년 | 후대 (64년 후) 도양후 유량 |